# 恋人

ヴィルヘルム・ローゼンスタンド"Outside the Café A Porta, Copenhagen " （1882年）
ベンチに座り一杯の飲物をストローで分け合う若い二人。

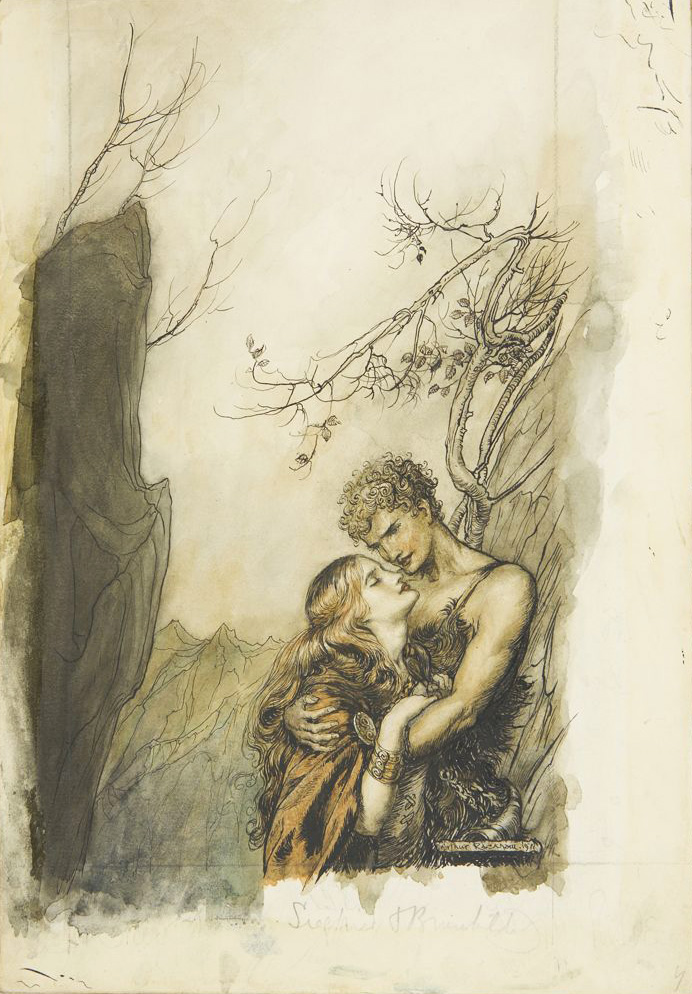
アーサー・ラッカム "Lovers" ／イングランドの挿絵画家の手になる1911年の水彩画。楽劇『ニーベルングの指環』第2日第3幕より、荒涼たる岩山の麓にて、竜殺しの英雄ジークフリートとその胸に抱かれる戦乙女ブリュンヒルデは永遠の愛を誓い合う。しかし、運命の日は近い。

恋人（こいびと、旧仮名: こひびと）は、恋しく思う相手。20世紀後半以降の日本語の用法では、特に、相思相愛の間柄にある、相手方。恋愛の相手。愛人。情人。思い人（古語: 思人）。
※本項は、大和言葉「こいびと（恋人）」とその類義語について解説しています。まず「こいびと」節があり、その後は「古語」節から「中国語」節まで、すべて類義語についての解説です。

## こいびと
「こいびと（恋人）」は「恋しく思っている相手」を指す大和言葉で、多くは相思相愛の間柄についていうが、片思いの場合にも用いることがある。
「スクリーンの恋人」等という表現も、片思いの用例の一つである。また「お口の恋人 ロッテ」は菓子メーカーの有名なキャッチコピーで、美味しいものを求める人の口と美味しい菓子を、惹かれ合う恋人同士になぞらえたメタファーである。石屋製菓の「白い恋人」（1976年〈昭和51年〉発売）もよく知られた菓子で、これは降る雪の一つ一つから恋人達を想起した創業者石水幸安が名付親である。
古典における用例を挙げる。

## 古語

### いもせ
上代日本語の「妹背/妹兄（いもせ）」は「親しい男女の関係」を第1義とし、とりわけ「夫婦」を意味するが、「親しい男女の関係」は「恋人関係」を含意している。
上に記したのは近代以降の用例であり、このように古典的趣を意図して現在でも用いられることがある。

### おもひびと
中古日本語以来の古語では「思人」が多くの点で同義である。但し、思いを寄せられている人を指す「思はれ人」や、思いを寄せさせている人を指す「思はせ人」という派生語がある点では「恋人」と異なる。これは文学（和歌、物語、日記、紀行など）を通して現代に伝わっている平安貴族（それを含む古代日本人）の精神性を反映した用法で、恋愛であれ呪いであれ、思いの強さが相手の心や夢や健康状態にまで影響を与えると信じられていた時代の、言葉のありようを示している。例えば『伊勢物語』の主人公（※在原業平と目される人物）は、東下りの際、京の都（平安京）に残してきた思人が自分の夢に現れなくなってしまったことに触れ「あの人に忘れられてしまったようだ」と嘆いている。その時に主人公が詠んだ歌については「宇津ノ谷峠#詠われた宇津山」の「するがなる～」を参照。

## 愛人
「愛人」という和製漢語は、西洋文化が大量に流入した幕末「愛するいとしい人」「愛している相手」「特別に深い関係にある異性」等の意味で以て造語された。明治時代初頭には「人を愛すること」「人間を大切なものと考えること」という異なる語義でも造語された。
いずれの語義も日本人のそれとは異なる欧米人のもつ恋と愛についての概念に触れた日本の知識層が対訳語として生み出したものであった。その内「愛するいとしい人」を意味する方の「愛人」という語は、小学館『精選版 日本国語大辞典』によれば、英語の "honey"、"lover"、"sweetheart" 等の対訳語として生まれてきた。以来、現代の辞事典でも「愛人」の項で「愛する愛しい人」等の語義を第1義もしくは第2義に挙げている。
当初は「恋人」と同義的にも用いられていたが、時代を経るに連れて、配偶者以外の恋愛関係にある相手を指す語へと変化し、一般に肉体関係があることを意味するようになった。「情婦」「情夫」「情人」の婉曲表現として用いられる傾向もある。

## 彼の人の系統

### 彼女
現代日本語には、「愛人もしくは恋人である女性」を意味する「彼女（かのじょ）」がある (cf. wikt) 。これは、第1義として、明治時代初頭に、話し手と聞き手以外の女性を指す語として「彼女」が使われ始めたことに起源がある。西ヨーロッパの諸言語における三人称単数の女性を指す人称代名詞（英語の "she" など）の翻訳語として、もともと男女両性に用いられていた日本語の三人称代名詞「かれ（彼）」に「おんな（女）」を連結して「彼女（かのおんな、あのおんな）」と表現し始めたのが最初で、これを元に「おんな」だけ音読することによりで生み出された語であった。ここから転じて「愛人もしくは恋人である女性」の意味（第2義）で使われ始めたのは1887年（明治20年）前後。そして、広く普及したのは大正時代に入ってからであった。表現としては早くも1876年（明治9年）の『改正画引小学読本』に「彼女ムカウニヰルムスメ」という形で初出しているものの、これは「カノオンナ」をいじった言葉遊びに過ぎなかった。

### 彼氏
現代日本語には「愛人もしくは恋人である男性」を意味する「彼氏」がある (cf. wikt) 。この語は三人称代名詞と「愛人もしくは恋人である女性」の両方の意味での「彼女」の対義語として、昭和初期（1920年代後半）に漸く誕生した。徳川夢声の造語とされており、流行語として広まり、やがて定着した。後者の意味では「彼女」と完全対義語の関係にあるが、前者の三人称代名詞としての意味は「あの人」や「あいつ」に近く、「彼女」と違って幾分からかいのニュアンスが含まれる。
上に挙げたのはいずれも最初期の用例で、これらは三人称代名詞である。以下に挙げるものは「愛人もしくは恋人である男性」に読めてしまう人がいるかも知れないが「あいつ」への差し替えが可能な三人称代名詞である。

### 彼
「彼氏」を「彼」ともいうが、先述したように、元々は男女両性に用いてきた古来の大和言葉の三人称代名詞「かれ」が、「彼女」という新語が普及してゆくに連れて「愛人もしくは恋人である男性」の意味だけで用いられるようになっていった。間違えてはならないのは、明治初頭に生まれた言葉遊びの「彼女」が一般的な辞書に掲載されるほどの語にまで成長を遂げた頃には明治が終わりかけていた（あるいは、終わっていた）という事実で、つまりは「彼女」が通用語になるまでは依然として男女両用の「かれ」が、いわゆるこの時代の正しい日本語であった。その後「彼女」の対義語として「彼氏」が生まれ、流行語から通用語へと成長したことで「彼」と「彼氏」が同義語として並存する時代が到来し、今に到っている。以下は用例。

## 外来語

### ステディ
英語の steady[stɛdi] を音写した外来語である「ステディ/ステディー」は、多義語であるが、本項で扱う語義としては、一人の決まった相手とだけ交際することをいい、その恋人や、そのさまをもいう。「ステディな関係」という表現が比較的よく使われる。 

## 一組
「夫婦」や「恋人同士」の意味での「妹背/妹兄」については「いもせ」節ですでに述べた。

### 恋人同士
恋愛関係にある者同士を恋人同士/恋人どうしと呼ぶこともある。語構成は［ ja: 恋人 + 同士（動作・性質・状態などにおいて互いに共通点をもっている人。仲間。連れ。友人。）］。

### ふたり
「二人/ふたり」という日本語の本義は、単に人数が2であることではあるが、恋人同士や夫婦のように、恋愛関係や婚姻関係で結び付いている一組の男女もしくは男女でない組み合わせの2人を、そのように呼ぶことも多い。実際の暮らしのなかでは、夫婦でない恋人同士に対してのみ選択的にこの名で呼ぶということは無い。一方で文学作品や音楽作品など、かなり明確に選択的に「二人/ふたり」を恋人同士に対して用いる傾向が見える分野がある。また、例えば右上に表示している絵画に描かれている男女を表現するのに様々な形が考えられるが、「若いふたり」というのは日本語として響きが良いものの一つである。

### アベック
「アベック」は「…と共に」を意するフランス語の前置詞 "avec" (wikt:ja) [avɛk]［アヴェック］に由来する和製フランス語で、第1義には（男女の）二人連れ、特に、愛し合う二人連れをいう。一対の男女が一緒に組んで行動すること。また、その男女をいう。また第2義には、二人あるいは二つのものが同一の行動をすることをいう。

### カップル
「カップル」は「一対」などを意味する英語 "couple" [kʌpəl] を音写した外来語で、夫婦、恋人などの一組みをいう。

### 恋人同士とその他
「アベック」と「カップル」は、婚姻関係の有無に関係なく用いられるため、言葉ひとつだけではその二人が「夫婦」なのかどうかを判断しようがない。これに対して「恋人」という語は、特に20世紀末期以降現在の用法では、配偶者（婚姻関係にある相手方）のいない人に対して用いるのが通例である。従って「恋人同士」という表現も婚姻中の“夫婦（婚姻中の、男女もしくは男女でない組み合わせの二人）”に対して用いることは少なくなっている。ただ「お父さんとお母さんは（今でも）恋人同士だから」などといった表現は割と用いられており、辞書的解釈としては、完全に正しい。

### アベックからカップルへ
「恋人同士」や「男女一組」を含意する語義での「アベック」という語は同じ意味をもつ「カップル」に置き換わった経緯があり、前者が優勢であった時代の話者が高齢化してゆくに連れて緩やかな廃語化が続いている。
朝日新聞の記者がこの話題を取り上げた2010年（平成22年）の記事によると、朝日新聞社内のデータベースで調べてみたところ、データベースに登録されている朝日新聞の紙面の見出しに「アベック」が登場するのは1935年（昭和10年）3月27日付の「アベツク受難　有金を奪はる」という記事であった。その後、1980年代では「楽しそうに歩くアベック」などといったほほえましい記事のほかに「アベック失踪事件」や「名古屋アベック殺人事件」などぶっそうな用例が頻繁に登場する。1990年代からは用例が徐々に見られなくなるものの、「アベック優勝」などスポーツの分野では使われ続け、例えば2009年（平成21年）には1年間で朝日新聞上に登場した63件のほとんどがスポーツ関係であった。ただし「アベック優勝」という見出しにはベテラン記者が「俺から見ても古いぞ」と異を唱えるほど、認識は変化しているという。
小説家で評論家の大岡昇平は、1960年代後半に書いた『アベック語源考』という評論の中で「アベックという言葉は昭和2年頃（...略...）生まれた」としている。当時としては珍しい男女共学の学校「文化学院」（1925年/大正14年創立）の生徒が仲良く腕を組んで歩く交際の様子を、美しく表現しようと、フランス語から採って「アベック」と呼び始めたのだという。それが昭和10年代になって密室的な意味に変容し、やがては旅館での逢瀬（おうせ。愛し合う男女が密かに逢うこと）を意味するまでになったが、その理由は大岡も解き明かせずに終わっている。第二次世界大戦後の混乱期になると、発刊が相次いだ性風俗や犯罪などを扱うカストリ雑誌の名前に「アベック」が使われるなどして、“いやらしい”イメージが定着してしまったという。しかしその後、理由は不明ながら、1950年代になって人気のテレビ番組『アベック歌合戦』が登場するほどにイメージは好転し、密室で男女が交際するイメージから公共の場で語れる言葉への返り咲きを果たした。
「カップル」という日本語は、1940年（昭和15年）に発表された田中英光の中編小説『オリンポスの果実』で早くも使われているが、「六十歳前後の老人夫婦から、十五歳位の少年少女のカップルに至るまで、ダンスを愉しんでゐる」という内容で、「恋人同士」という意味とは違った用法である。先述の朝日新聞の記事によれば、「恋人同士」という意味での使用は1960年代に始まったという。
「恋人同士」を意味する用語としての「アベック」から「カップル」への置き換わりは、1990年代に傾向として現れ、若い世代ではすっかり進んだ。若い層では「アベック」は完全に死語であり、通用しない。なお、人間というのは幼いころや若いころに学んだ言葉というのは忘れ難く、歳をとればとるほど新たな言葉づかいを吸収する能力が衰えるので、すでに初老から老齢になった人々の中には、今でも新しい日本語に順応できず「アベック」という古い表現をそれなりの割合で使いつづけている人がいる。たとえば2010年時点で公園の看板に「アベックに対する集団暴行が発生しています」と書かせた役所の担当者もいた。せっかく看板を作っても、これでは今の日本人には意味が通じない、と指摘されている。（とはいえ高齢者の全員が学習能力が低い訳ではなく、高齢でも精神的に若々しくて学習能力が高い人は、しっかり新しい語彙を学習し、もう「アベック」とは言わない。）
またスポーツ業界は体質が古いとしばしば言われるが、バレーの記事を書いた記者は2016年時点で「アベック優勝」と書いた。またバドミントンの記事を2020年時点で書いた記者も「アベック優勝」と書いた。わずかに残ったこうした例外的な使用も、こうした記者が高齢で引退するにつれて消滅してゆく。

## 英語
英語では恋愛関係にある相手を "boyfriend（日本語音写例〈以下同様〉：ボーイフレンド）" や "girlfriend（ガールフレンド）" という。それぞれ、日本語の「彼女」の第2義、「彼氏」の第2義にほぼ相当する。英語では、ただの友人に対しては、誤解を避けるためにこれらを用いず、単に friend などと呼び、"He's my friend" などと表現することが多い。
"steady" を用いることもあり、この場合は「他の異性とは違った、恋人といえる特別な関係である」という意味合いが強い。19世紀の終わり頃からアメリカで用いられるようになった語である。この語に由来する外来語「ステディ/ステディー」については先述した。

## ギャラリー
- 若いカップル
- 接吻するカップル
- 海辺で夕陽を眺めるカップル